# Sydney Horler
Pour les articles homonymes, voir Horler.
Sydney Horler, né le 18 juillet 1888 à Leytonstone, en ce temps dans l’Essex et aujourd'hui dans le district londonien de Waltham Forest, et mort le 27 octobre 1954 à Bournemouth, dans le Dorset, est un auteur britannique de romans policiers, d’espionnage et d’aventures.

## Biographie
Après des études à Bristol, qui devaient le destiner à l’enseignement, il choisit plutôt d'embrasser une carrière dans le journalisme. Reporter pour un journal de Bristol en 1905, il entre au Daily Citizen de Londres en 1911, et passe ensuite au Daily Mail. Pendant la Première Guerre mondiale, il occupe un poste dans la section de la propagande des services secrets de la Couronne britannique. À la fin du conflit, il travaille un temps comme rédacteur dans les milieux de la presse et de l’édition avant de se consacrer uniquement à l’écriture de fictions.
Il amorce sa prolifique carrière littéraire par la publication dès 1914 de nouvelles dans des magazines. S’il aborde alors divers genres littéraires, il fait preuve déjà d'une nette prédilection pour les récits criminels. Ses premiers romans, parus en 1916 et 1920, sont des romances psychologiques, mais il donne en 1921, avec The Breed of the Beverleys, le premier d'une centaine de romans policiers qui imposeront son style : des récits de poursuite, bourrés d'actionss, dans la plus pure tradition du thriller anglais à la Edgar Wallace. Horler se démarque toutefois de son devancier, comme des autres auteurs du genre, tels E. Phillips Oppenheim, J.S. Fletcher et John Buchan, par un touche plus légère, des péripéties plus échevelées, mais aussi des intrigues truffées d'incohérences et un discours très lourdement moralisateur et raciste, voire antisémite.
Il a donné vie à un très grand nombre de héros récurrents, dont le diabolique Dr Paul Viventi, qui apparaît dans des romans d’espionnage mâtinés de science-fiction, le gentleman-camrioleur Gerald "Nighthawk" Frost, l’agent secret Ian Heath et surtout l’aristocrate et athlétique Timothy "Tiger" Standish, présent dans un cycle de douze romans, qui permet à l'auteur de développer son credo sur la soi-disant supériorité intellectuelle, physique et morale des membres de la classe sociale dominante dans la société britannique.
Son œuvre, qui a connu un grand succès populaire en son temps, et même quelques adaptations cinématographiques, compte plus de cent vingt romans et plusieurs dizaines de nouvelles.

## Œuvre

### Romans

#### SérieDrPaul Vivanti
- The Mystery of Number One ou The Order of the Octopus (1925) Publié en français sous le titre Le Sceau de la pieuvre, Paris, Librairie des Champs-Élysées, Le Masque no 97, 1931
- Vivanti (1927)
- The Worst Man in the World (1929)
- Vivanti Returns (1931)
- Lord of Terror (1935)
- Virus X (1945)

#### SérieTimothy "Tiger" Standish
- Tiger Standish (1932)
- Tiger Standish Comes Back (1934)
- The Mystery Seven Cafes (1935)
- The Grim Game (1936)
- Tiger Standish Takes the Field (1939) Publié en français sous le titre L’Homme à la tête de mort, Paris, Éditions R. Simon, coll. Police-Secours, 1939
- Tiger Standish Steps On It (1940)
- Tiger Standish Does His Stuff (1941)
- Tiger Standish Has a Party (1943)
- The Lady with the Limp (1944)
- Exit the Disguiser (1948)
- They Thought He Was Dead (1949)
- The House of the Chacal (1951)

#### SérieGerald "Nighthawk" Frost
- They Called Him Nighthawk (1937) Publié en français sous le titre Les Aventures du faucon noir, Paris, Éditions R. Simon, coll. Police-Secours, 1939
- The Return of Nighthawk (1940)
- Nighthawk Strikes to Kill (1941)
- Nighthawk Mops Up (1944)
- Ring Up Nighthawk (1944)
- Nap on Nighthawk (1950)
- Nighthawk Swears Vengeance (1954)

#### SérieSir Brian Fordinghame
- False-Face (1926) Publié en français sous le titre On demande une espionne, Paris, Éditions des Loisirs, Le Yard  no 45, 1952
- The Murder Mask (1930)
- High Stakes (1932)
- The Prince of Plunder (1934)

#### SérieBunny Chipstead
- In the Dark (1927)
- Chipstead of the Lone Hand (1928) Publié en français sous le titre On a enlevé le chef de la Sûreté, Paris, Éditions des Loisirs, coll. Loisirs-Police, 1938
- The Secret Agent (1934)
- The Enemy Within the Gates (1940)

#### SérieSir Harker Bellamy
- The Curse of Doone (1928) Publié en français sous le titre L’Homme chauve, Paris, Librairie des Champs-Élysées, Le Masque  no 43, 1928
- My Lady Dangerous (1932)

#### SérieGerald Lissendale
- The Secret Service Man (1929)
- The Closed Door (1948)
- The Blade is Bright (1952)

#### SérieBrett Carstairs
- The Man Who Walked With Dead (1931)
- The Spy (1931)

#### SérieInspector H. Emp
- Horror Head (1932)
- Master of Venom (1949)
- Murderer at Large (1952)

#### SérieSebastian Quin
- The Evil Messenger (1938)
- Fear Walked Behind (1942)

#### SérieJustin "The Ace" March
- Enter the Ace (1941)
- Hell’s Brew (1952)
- The Dark Night (1953)

#### SériePeter Scarlett
- Scarlett - Special Branch (1950)
- Scarlett Gets the Kidnapper (1951)

#### Autres romans
- Standish of the Rangeland: a Story of Cowboy Pluck and Darling (1916)
- Goal! - A Romance of the English Cup-Ties (1920)
- The Breed of the Beverleys (1921)
- The Legend of the League (1922)
- Love, the Sportsman  ou  The Man with Two Faces (1923)
- McPhee, a Football Story ou The Great Game (1923)
- The Ball of Fortune (1925)
- School! School! (1925)
- The House of Secrets (1926)
- The Man Who Saved the Club (1926)
- On the Ball! (1926)
- The Black Heart (1927)
- The Fellow Hagan! (1927)
- Miss Mystery (1928)
- The Thirteenth Hour (1928)
- Heart Cut Diamond (1929)
- Lady of the Night (1929)
- Checkmate (1930)
- Danger's Bright Eyes (1930)
- The Evil Chateau (1930)
- The Exploits of Peter  (1930)
- A Pro's Romance (1930)
- The Screaming Skull (1930)
- The Temptation of Mary Gordon (1931)
- Adventure Calling! ou Peril! (1931)
- Midnight Love (1931)
- The False Purple ou Princess After Dark (1931)
- Wolves of the Night (1931)
- Gentleman-in-waiting (1932)
- The Formula ou The Charlatan (1933)
- Harlequin of Death (1933)
- The Menace (1933) Publié en français sous le titre La Menace, Paris, Éditions de France, coll. À ne pas lire la nuit  no 65, 1935
- Huntress of Death (1933)
- The Man Who Shook the Earth (1933)
- Song of the Scrum (1934)
- The Man from Scotland Yard (1934)
- S.O.S. (1934)
- The Lessing Murder Case (1935)
- The Vampire (1935)
- The Traitor (1936)
- Death at Court Lady (1936)
- The Hidden Hand (1937)
- Instruments of Darkness (1937)
- Knaves & Co. (1938)
- Dark Journey (1938)
- A Gentleman for the Gallows (1938)
- The Phantom Forward (1939)
- Terror on Tip-Toe  (1939)
- Here is an S.O.S. (1939)
- Haloes for Hire (1940)
- Girl Trouble (1940)
- Dr. Cupid (1941)
- The Man Who Stayed to Supper (1941)
- The Man Who Died Twice (1941)
- The Man in White (1942)
- The Night of Reckoning (1942)
- Danger Preferred (1942)
- Now Let Us Hate (1942)
- High Hazard (1942)
- The Hostage (1943)
- The Man Who Mislaid the War (1943)
- The Man Who Preferred Cocktails (1943)
- Murder is so Simple (1943)
- Springtime Comes to William (1943)
- The Man with Dry Hands (1944)
- Sinister Street (1944)
- Marry the Girl (1945)
- Murder for Sale (1945)
- Terror Comes to Twelvetrees (1945)
- A Bullet for the Countess (1945) Publié en français sous le titre La comtesse ne trahira pas, Marseille, Éditions Oris, coll. Le Corbeau, 1947
- Dark Danger (1945) Publié en français sous le titre Danger sur l’Angleterre..., Marseille, Éditions Oris, coll. Le Corbeau no 18, 1946
- High Pressure (1946)
- Oh, Professor! (1946)
- The Corridors of Fear (1947)
- The House of the Uneasy Dead (1947)
- The Man Who With Three Wives (1947)
- The House With Light (1948)
- Man Alive (1948) Publié en français sous le titre À nous la vie!, Paris, Hachette, Série Gaie, 1952
- The Man Who Did Not Hang (1948)
- Whilst the Crowd Roared (1949)
- The Beacon Light (1949)
- A Man of Affairs (1949)
- Wedding Bells (1950)
- The High Game (1950)
- The Blanco Case (1950)
- The Man of Evil (1951)
- The Devil Comes to Bobobyn (1951)
- The Mystery of Mr X (1951)
- The Web (1951)
- These Men and Women (1951)
- The Mocking Face of Murder (1952)
- The Face of Stone (1952)
- The Man Who Use Perfume (1952)
- The Cage (1953)
- Death of a Spy (1953)
- The Secret Hand (1954)
- The Man in the Hood (1955), publication posthume
- The Dark Hostess (1955), publication posthume
- The Man in the Shadows (1955), publication posthume

#### Roman signé J.O. Standish
- A Leader of the League (1927)

#### Roman signé Peter Cavendish
- Romeo and Julietta (1928)

#### Roman signé Martin Heritage
- The House of Wingate (1928)

### Nouvelles

#### Recueils de nouvelles
- The Screaming Skull, and Other Stories (1930)
- The Mystery Mission, and Other Stories (1931)
- Beauty and the Policeman, and Other Stories (1933)
- Dying to Live (1935)
- The House in Greek Street (1935)
- The Stroke Sinister (1935)

#### Nouvelles de la sérieGerald Nighthawk Frost
- Nighthawk (1936)
- The Trapping of Nighthawk (1936)

#### Nouvelle de la sérieSebastian Quin
- The Clean Wineglass (1925)

#### Nouvelle de la sérieGinger, Genius
- Stop Press News at St. Colston’s (1918)
- An Elephantine Idea (1918)
- Ginger Goes Into Business (1918)
- Bouncing a Bounder! (1918)
- Ginger Hail to Columbia! (1918)
- A Schollboy’s Sacrifice (1918)

#### Nouvelles isolées
- The Making of a Man (1914)
- King of the Rail (1915)
- That Witch Was Dared (1917)
- Dinner for Dimmery! (1917)
- A Man’s Game (1917)
- True Anzac! (1917)
- Jim Harty’s Strike (1918)
- Over the Border (1919)
- The Loser’s Prize (1921)
- The Golf Pirate (1921)
- The Man Who Scored (1921)
- Men O’ Milchester (1921)
- Pluck Always Scores! (1921)
- Saving the Stars (1921)
- Half the Truth (1922)
- The Family Name (1922)
- Jazzer’s Hat Trick (1922)
- His Telltale Stroke (1923)
- The Crack Center-Forward (1923)
- House of Cards (1923)
- That Council Scholl Boy (1923)
- The Third Player (1923)
- The Homecoming (1924)
- The Football Funk (1924)
- The Poisoner (1925)
- H.R.H.-Inside Right! (1926)
- The Dark Horse (1926)
- The Black Heart (1927)
- The Mystery Mansion (1929)
- The Believer (1930)
- The Dealer in Death (1932)
- Blood Money (1932)
- The House of Evil (1934)
- Secret Orders (1934)
- The Devil’s Device (1935)
- The Bloodsucker of Portland Place (1935)
- The Menace of the Rubber-Face Man (1937)
- The Red-Haired Death (1954)

#### Nouvelles de la sérieRex "The Lightning Left" Hartleysignées J.O. Standish
- Forced to Fight! (1919)
- Against Heavy Odds! (1919)
- A Fighting Chance! (1919)
- Rex Meets The Money Gang (1919)
- The One-Handed Fight (1919)
- Befriending an Enemy! (1919)
- Playing to the Gallery (1920)
- Kidnapped! (1920)
- Cornered! (1920)
- Craft of the Ring (1920)
- Saved from Crooks (1920)
- Meeting all Comers! (1920)
- Fighting for a Fortune! (1920)

#### Nouvelles isolées signées J.O. Standish
- A Schoolboy’s Grit (1914)
- Dirty Work (1920)
- Champion of the Blackwoods (1920)
- The Millionaire Winger (1920)

### Autobiographie
- Excitement: An Impudent Autobiography (1933)
- Strictly Personal: An Indiscreet Diary (1934)
- More Strictly Personal (Six Months of My Life) (1935)

### Autres publications
- The Umpire Adventure Book (1922)
- Black Souls: Narratives of Crimes (1933)
- London's Underworld : the Record of a Month's Sojourn in the Crime Centres of the Metropolis (1934)
- Malefactor's Row : a Book of Crime Studies (1940)
- I Accuse the Doctors (1949)

## Adaptations cinématographiques
- 1926 : The Ball of Fortune de Hugh Croise, avec Billy Meredith et James Knight
- 1929 : The House of Secrets d'Edmund Lawrence, avec Joseph Striker et Marcia Manning
- 1936 : Two’s Company de Tim Whelan, avec Ned Sparks et Gordon Harker
- 1936 : The House of Secrets de Roland D. Reed, avec Leslie Fenton et Muriel Evans

## Sources
- Jacques Baudou et Jean-Jacques Schleret, Le Vrai Visage du Masque, vol. 1, Paris, Futuropolis, 1984, 476 p. (OCLC 311506692), p. 248-249.
- Claude Mesplède (dir.), Dictionnaire des littératures policières, vol. 1 : A - I, Nantes, Joseph K, coll. « Temps noir », 2007, 1054 p. (ISBN 978-2-910-68644-4, OCLC 315873251), p. 1004-1005.